# وزارة العدل (مصر)
وزارة العدل المصرية هي الوزارة المسؤولة عن الشؤون القضائية في جمهورية مصر العربية.

## النشأة
- قبل إسناد ولاية مصر إلى محمد علي باشا في عام 1805 كان السلطان العثماني في إسطنبول يرسل إلى الوالي التركي بمصر عدد 24 بيكا يتولون المصالح الكبرى في مصر.
- في عهد محمد علي باشا أنشأ ( ديوان الوالي أو الخديوي ) وكانت اختصاصاته مزيجاً من السلطة التشريعية والتنفيذية والقضائية إذ أسند إليه ضبط الأمن العام في المدينة وسن اللوائح والقوانين والفصل في النزاعات بين الأهالي المواطنين والأجانب على السواء خاصة في الأمور المتعلقة بالمواريث والجنايات الكبرى.
- في عهد الخديوي إسماعيل نشأت نظارة الحقانية في 1878 طبقا للأمر الخديوي العالي الصادر في أغسطس 1878 نتيجة لتغير نظام التقاضي ومحاولة تنظيم القضاء وتحويله من محاكم الحقانية إلى المحاكم المختلطة التي أنشئت في 1875.
- توافد على نظارة الحقانية حوالي 26 وزيراً منذ انشائها وحتى عام 1914 حيث تغيرت أسماء النظارات إلى الوزارات.

## التنظيم
- جهاز الكسب غير المشروع
- مصلحة الخبراء
- مصلحة الطب الشرعي
- مصلحة الشهر العقاري والتوثيق
- التفتيش القضائي
- لجان التوفيق في المنازعات
- مكتب تسوية المنازعات الأسرية
- صندوق دور أبنية المحاكم
- مركز المعلومات القضائي
- المركز القومي للدراسات القضائية

## الوزراء
- المستشار / عدنان فنجري (3 يوليو2024 - حتى الآن)
- المستشار / عمر مروان (22 ديسمبر 2019 - 3 يونيو2024)
- المستشار / محمد حسام (23 مارس 2016 - 22 ديسمبر 2019)
- المستشار / أحمد الزند (مايو 2015 - مارس 2016)
- المستشار / محفوظ صابر (يونيو 2014 - مايو 2015)[1]
- المستشار / نير عثمان (فبراير 2014 - يونيو 2014)
- المستشار / عادل عبد الحميد (يوليو 2013 - فبراير 2014)
- المستشار / أحمد سليمان (مايو 2013 - يوليو 2013)
- المستشار / أحمد مكي (أغسطس 2012 - مايو 2013)
- المستشار / عادل عبد الحميد (ديسمبر 2011 - أغسطس 2012)
- المستشار / محمد عبد العزيز الجندي (مارس 2011 - ديسمبر 2011)
- المستشار / ممدوح مرعي (أغسطس 2006 - مارس 2011)
- المستشار / محمود أبو الليل (يوليو 2004 - أغسطس 2006)
- المستشار / فاروق سيف النصر (أكتوبر 1987 - يوليو 2004)
- المستشار / أحمد ممدوح عطية (سبتمبر 1982 - أكتوبر 1987)
- المستشار / أحمد سمير سامي (مايو 1981 - أغسطس 1982)
- المستشار / أنور عبد الفتاح أبو سحلي (يونيو 1979 - مايو 1981)
- المستشار / أحمد علي موسى (أكتوبر 1978 - يونيو 1979)
- المستشار / أحمد ممدوح عطية (مايو 1978 - أكتوبر 1978)
- المستشار / أحمد سميح طلعت (مايو 1976 - مايو 1978)
- المستشار / عادل يونس (إبريل 1975 - مايو 1976)
- المستشار / مصطفى أبو زيد فهمي (إبريل 1974 - إبريل 1975)
- المستشار / فخري محمد عبد النبي (مارس 1973 - إبريل 1974)
- المستشار / محمد محمد سلامة (سبتمبر 1971 - مارس 1973)
- المستشار / حسن فهمي البدوي (نوفمبر 1970 - سبتمبر 1971)
- المستشار / مصطفى كامل إسماعيل (أغسطس 1969 - نوفمبر 1970)
- المستشار / محمد أبو نصير (مارس 1968 - أغسطس 1969)
- المستشار / عصام الدين حسونة (أكتوبر 1965 - مارس 1968)
- المستشار / بدوي إبراهيم حمودة (مارس 1964 - سبتمبر 1965)
- المستشار / فتحي الشرقاوي (أكتوبر 1961 - مارس 1964)
- المستشار / نهاد القاسم (أغسطس 1961 - أكتوبر 1961)
- المستشار / أحمد حسني (سبتمبر 1952 - أغسطس 1961)
- محمد علي رشدي بك (يوليو 1952 - سبتمبر 1952)
- محمد كامل مرسي باشا (يوليو 1952 - يوليو 1952)
- علي بدوي بك (يوليو 1952 - يوليو 1952)
- محمد كامل مرسي باشا (مارس 1952 - يوليو 1952)
- محمد علي نمازي باشا (يناير 1952 - مارس 1952)
- محمد محمد الوكيل (ديسمبر 1951 - يناير 1952)
- عبد الفتاح الطويل باشا (يناير 1950 - ديسمبر 1951)
- سيد مصطفى باشا (نوفمبر 1949 - يناير 1950)
- أحمد علي علوبة (أغسطس 1949 - نوفمبر 1949)
- أحمد خشبة باشا (يوليو 1949 - أغسطس 1949)
- أحمد موسى بدر باشا (نوفمبر 1947 - يوليو 1949)
- أحمد خشبة باشا (ديسمبر 1946 - ديسمبر 1948)
- محمود حسن باشا (سبتمبر 1946 - ديسمبر 1946)
- محمد كامل مرسي باشا (فبراير 1946 - سبتمبر 1946)
- إبراهيم عبد الهادي باشا (ديسمبر 1945 - فبراير 1946)
- حافظ رمضان باشا (أكتوبر 1944 - ديسمبر 1945)
- محمد صبري أبو علم باشا (فبراير 1942 - أكتوبر 1944)
- محمود غالب باشا (يوليو 1941 - فبراير 1942)
- محمد حلمي عيسى باشا (يونيو 1940 - يوليو 1941)
- مصطفى محمود الشوربجي بك (أغسطس 1939 - يونيو 1940)

## وصلات خارجية
- الموقع الرسمي